# Collegio uninominale Emilia-Romagna - 12
Il collegio elettorale uninominale Emilia-Romagna - 12 è stato un collegio elettorale uninominale della Repubblica Italiana per l'elezione della Camera dei deputati tra il 2017 ed il 2022.

## Territorio
Come previsto dalla legge elettorale italiana del 2017, il collegio era stato definito tramite decreto legislativo all'interno della circoscrizione Emilia-Romagna.
Era formato dal territorio di 8 comuni: Colorno, Mezzani, Parma, Roccabianca, San Secondo Parmense, Sissa Trecasali, Sorbolo e Torrile.
Il collegio era quindi interamente compreso nella provincia di Parma.
Il collegio era parte del collegio plurinominale Emilia-Romagna - 04.

## Eletti
| Elezione | Elezione | Deputato        | Partito |
| -------- | -------- | --------------- | ------- |
|          | 2018     | Laura Cavandoli | Lega    |

## Dati elettorali

### XVIII legislatura
Come previsto dalla legge elettorale, 232 deputati erano eletti con sistema a maggioranza relativa in altrettanti collegi uninominali a turno unico.
| Candidati              | Candidati                 | Voti    | %     | Liste                           | Voti    | %     |
| ---------------------- | ------------------------- | ------- | ----- | ------------------------------- | ------- | ----- |
|                        | Laura Cavandoli ✔️ Eletto | 44 733  | 35,14 | Lega                            | 27 131  | 21,31 |
| Forza Italia           | Laura Cavandoli ✔️ Eletto | 44 733  | 35,14 | 11 903                          | 9,35    |       |
| Fratelli d'Italia      | Laura Cavandoli ✔️ Eletto | 44 733  | 35,14 | 5 148                           | 4,04    |       |
| Noi con l'Italia - UDC | Laura Cavandoli ✔️ Eletto | 44 733  | 35,14 | 551                             | 0,43    |       |
|                        | Lucia Annibali            | 38 669  | 30,37 | Partito Democratico             | 30 993  | 24,34 |
| +Europa                | Lucia Annibali            | 38 669  | 30,37 | 5 962                           | 4,68    |       |
| Italia Europa Insieme  | Lucia Annibali            | 38 669  | 30,37 | 1 021                           | 0,80    |       |
| Civica Popolare        | Lucia Annibali            | 38 669  | 30,37 | 693                             | 0,54    |       |
|                        | Pasquale Nuzzo            | 32 895  | 25,84 | Movimento 5 Stelle              | 32 895  | 25,84 |
|                        | Alessandro Grossi         | 5 230   | 4,11  | Liberi e Uguali                 | 5 230   | 4,11  |
|                        | Andrea Bui                | 2 050   | 1,61  | Potere al Popolo!               | 2 050   | 1,61  |
|                        | Emanuele Bacchieri        | 1 291   | 1,01  | CasaPound                       | 1 291   | 1,01  |
|                        | Laura Bergamini           | 1 119   | 0,88  | Partito Comunista               | 1 119   | 0,88  |
|                        | Irene Staiano             | 530     | 0,42  | Il Popolo della Famiglia        | 530     | 0,42  |
|                        | Cristian Tavani           | 391     | 0,31  | Italia agli Italiani            | 391     | 0,31  |
|                        | Margherita Colella        | 247     | 0,19  | Per una Sinistra Rivoluzionaria | 247     | 0,19  |
|                        | Alberto Conforti          | 158     | 0,12  | PRI - ALA                       | 158     | 0,12  |
| Totale                 | Totale                    | 127 313 | 100   |                                 | 127 313 | 100   |
|                        |                           |         |       |                                 |         |       |
| Voti non validi        | Voti non validi           | 2 905   | 2,23  |                                 |         |       |
| Votanti                | Votanti                   | 130 218 | 75,39 |                                 |         |       |
| Elettori               | Elettori                  | 172 726 |       |                                 |         |       |